# 長野 (稲沢市)
長野（ながの）は、愛知県稲沢市の地名。

## 地理

### 河川・池沼
- 大助川

### 交通
- 東海道本線
- 愛知県道161号名古屋豊山稲沢線

### 施設
- リーフウォーク稲沢
- 稲沢市立稲沢東小学校
- 夢逢緑地
- 長出公園
- 長沼山萬徳寺
- 養源院
- 江嵜社

## 歴史

### 沿革
- 1889年（明治22年） - 中島郡長野村が同郡山形村大字長野となる[1]。
- 1906年（明治39年） - 稲沢町大字長野となる[1]。
- 1958年（昭和33年） - 稲沢市長野町となる[1]。
- 1977年（昭和52年） - 一部が陸田馬山町に編入される[1]。
- 1984年（昭和59年） - 一部が小池・駅前・長野に編入される[1]。また、小池正明寺町・長野町の各一部により、長野一丁目・長野二丁目がそれぞれ成立[1]。

### 人口の変遷
国勢調査による人口および世帯数の推移。

#### 長野
| 2000年（平成12年） | 1065世帯 3093人 |  |
| 2005年（平成17年） | 1081世帯 2962人 |  |
| 2010年（平成22年） | 1102世帯 2840人 |  |
| 2015年（平成27年） | 1095世帯 2743人 |  |
| 2020年（令和2年）  | 1162世帯 2646人 |  |

#### 長野町
| 1995年（平成7年）  | 38世帯 126人 |  |
| 2000年（平成12年） | 42世帯 125人 |  |
| 2005年（平成17年） | 42世帯 127人 |  |
| 2010年（平成22年） | 40世帯 127人 |  |
| 2015年（平成27年） | 43世帯 128人 |  |
| 2020年（令和2年）  | 42世帯 114人 |  |

### WEB
1. 1 2  “愛知県稲沢市の町丁・字一覧”.   人口統計ラボ. 2023年5月5日閲覧。
2. 1 2 3 4  総務省統計局 (2022年2月10日). “令和2年国勢調査の調査結果(e-Stat) - 男女別人口，外国人人口及び世帯数－町丁・字等” (CSV). 2023年8月2日閲覧。
3. 1 2  “読み仮名データの促音・拗音を小書きで表記するもの(zip形式) 愛知県” (zip).   日本郵便 (2024年2月29日). 2024年3月26日閲覧。
4. 1 2  “市外局番の一覧” (PDF).   総務省 (2022年3月1日). 2022年3月22日閲覧。
5. ↑  “ナンバープレートについて”.   一般社団法人愛知県自動車会議所. 2024年1月21日閲覧。
6. ↑  “ナンバープレートについて”.   一般社団法人愛知県自動車会議所. 2024年1月21日閲覧。
7. 1 2  総務省統計局 (2014年5月30日). “平成12年国勢調査の調査結果(e-Stat) - 男女別人口及び世帯数 －町丁・字等” (CSV). 2021年7月20日閲覧。
8. 1 2  総務省統計局 (2014年6月27日). “平成17年国勢調査の調査結果(e-Stat) - 男女別人口及び世帯数 －町丁・字等” (CSV). 2021年7月21日閲覧。
9. 1 2  総務省統計局 (2012年1月20日). “平成22年国勢調査の調査結果(e-Stat) - 男女別人口及び世帯数 －町丁・字等” (CSV). 2021年7月21日閲覧。
10. 1 2  総務省統計局 (2017年1月27日). “平成27年国勢調査の調査結果(e-Stat) - 男女別人口及び世帯数 －町丁・字等” (CSV). 2021年7月21日閲覧。
11. ↑  総務省統計局 (2014年3月28日). “平成7年国勢調査の調査結果(e-Stat) - 男女別人口及び世帯数 －町丁・字等” (CSV). 2021年7月20日閲覧。

### 書籍
1. 1 2 3 4 5 6  「角川日本地名大辞典」編纂委員会 1989, p. 948.